# Cenobio Moreno
Coronel Cenobio Moreno Bucio fue un militar mexicano que participó en la Revolución mexicana.

## Inicios
Nació en Parácuaro, Michoacán, el 30 de octubre de 1873. Realizó estudios primarios en su tierra natal. En 1913 se incorporó al movimiento Maderista.

## Constitucionalismo
Participó en la Revolución Mexicana junto con Nicasio Villaseñor. Al conocer el asesinato del Presidente Francisco I. Madero y del Vicepresidente José María Pino Suárez, firmaron junto con varios paracuarenses el Plan de Parácuaro el 21 de abril de 1913 en la casa del Sr. Daniel Pacheco con la finalidad de desconocer el gobierno del general Victoriano Huerta.
El 23 de diciembre de 1913 perdió la vida en batalla en la comunidad de Quinceo del Municipio de Parácuaro.
Participó al lado de los siguientes revolucionarios:
General Lázaro Cárdenas del Río, quien con el grado de Capitán, militó bajo las órdenes del Coronel Cenobio Moreno en 1913.
General Manuel Álvarez Rábago quien se unió en junio de 1913 al movimiento constitucionalista, bajo las órdenes del Coronel  Cenobio Moreno .
General Guillermo García Aragón

## Ejército Mexicano
No participó.
- Datos: Q5760447